# Abd al-Hamid ibn Yahyà
ʿAbd al-Ḥamīd ibn Yaḥyà (in arabo عبد الحميد بن يحيى الكاﺗﺐ‎?, cioè ʿAbd al-Ḥamīd lo scriba; ... – 750) è stato un letterato arabo, considerato tra i principali esponenti del genere epistolare.

## Biografia
Sarebbe stato, secondo alcuni, di origine araba, secondo altri, sarebbe nato invece vicino all'Eufrate da un prigioniero di origine persiana, divenuto mawlā di un clan di Quraysh. Entrato a lavorare nella cancelleria del califfo Hishām, divenne il capo della segreteria dell'ultimo califfo omayyade Marwan ibn Muhammad che, secondo alcune fonti, seguì in Egitto, per sfuggire agli Abbasidi, dove sarebbero stati uccisi entrambi nel 750.

Secondo altre fonti, ʿAbd al-Ḥamīd ibn Yaḥyā si sarebbe rifugiato, con il suo discepolo Ibn al-Muqaffaʿ, in Egitto dove fu catturato e ucciso.
Secondo la tradizione, avrebbe scritto mille pagine di epistole (risāla, pl. rasāʾil) e testi diversi, di cui però ci sono giunti soltanto pochi esempi. Le sue lettere più importanti sono due: la prima potrebbe essere considerata uno "specchio per principi", in quanto contiene consigli all'Emiro 'Abd Allāh, figlio di Marwān II, mentre la seconda è rivolta ai segretari (kuttāb) e tratta delle loro attività. Sembra fosse stato il primo ad impiegare, nello stile epistolare, formule introduttive e conclusive, oltre a temi e forme proprie dell'amministrazione sasanide.